# Тамара Џамоња Игњатовић
Тамара Џамоња Игњатовић је српски психолог, редовна професорка на Одељењу за психологију Филозофског факултета Универзитета у Београду и председница Друштва психолога Србије.

## Образовање
Дипломирала је клиничку психологију на Филозофском факултету Универзитета у Београду 1984.
Завршила је специјализацију медицинске психологије на Медицинском факултету Универзитета у Београду 1992.
Магистрирала је клиничку психологију на Филозофском факултету Универзитета у Београду 1993. и докторирала на истом факултету 1997. године.
Била је стипендисткиња летње школе Албер Елис Института у Њујорку и чланица Society for Personality Assessment.

## Каријера
Радила је на Клиници за психијатрију Универзитетског клиничког центра Србије од 1985. до 2000. Предавала је на Факултету политичких наука Универзитета у Београду преко двадесет година. Редовна је професорка на Оделењу за психологију Филозофског факултета Универзитета у Београду. Предаје курсеве из области клиничке психологије и менталног здравља.
Ауторка је и коауторка преко 250 научних и стручних публикација, око двадесет монографија, тридесет поглавља у међународним и националним публикацијама и зборницима. Учествовала је у бројним научно–истраживачким, као и апликативним пројектима везаним за област психологије и социјалне заштите, подржаних од стране Министарства науке, технолошког развоја и иновација и других домаћих и међународних организација попут Уницефа, Организације за европску безбедност и сарадњу, владе Републике Норвешке, ТЕМПУС програма и фондова Европске уније.
Њена примарна интересовања обухватају клиничку психологију, психолошку процену личности, психотерапију и саветовање, развој услуга социјалне заштите и унапређења менталног здравља, као и примену медијације у различитим областима. Основала је Специјалистичке академске студије из Медијације и руководила је Центром за истраживања у социјалној политици и социјалном раду. Креирала је и водила едукативне семинаре из области клиничке процене личности, вештина комуникације, медијације, третмана за децу и младе са проблемима у понашању, третмана особа са трауматским искуством и друго.
Била је гостујући предавач на International Psychoanalitic University у Берлину и у Београдској отвореној школи. Актуелно је чланица редакције часописа Психолошка истраживања и уредница психолошке библиотеке Имаго, издавачке куће Клио. Чланица је Националног удружења медијатора Србије, Савета Коморе социјалне заштите, Комисије за акредитацију програма обуке Републичког завода за социјалну заштиту и Надзорног одбора Центра за примењену психологију.

## Награде и признања
Добитница је награде „Живорад Жижа Васић” 2019. године за популаризацију психологије и два пута награде „Љубомир Љуба Стојић” за допринос раду и развоју струковног удружења Друштва психолога Србије. Године 2021. је изабрана за Председницу Друштва психолога Србије и ту функцију актуелно обавља.
За своје друштвено ангажовање Феминистички културни центар Бефем јој је доделио признање „За феминистичку етику бриге” 2024. у оквиру признања Bring the Noize.

## Истраживачки пројекти
- 2015―2017. ― Monitoring the outcomes of community services for families with children with disability nad juvenile offenders IPA project.
- 2014―2017. ― Strengthening Higher Education for Social Policy making and Social Services delivery (SHESPSS). 2011—2012. ― Advancing social welfare for vulnerable groups of children and their families.
- 2011—2014. ― Temperament and structure of personality disorders symptoms, Ministry for education, science and technology development.
- 2010—2015. — Criminal in Srbija: phenomenology, riscs and possible social interventions Ministry for education, science and technology development.
- 2008—2010. ― Gender policy in education in Serbia- gender equality among students at Belgrade University.